# Jean Heywood
Jean Heywood (Blyth, Northumberland, Anglaterra, 15 de juliol de 1921 - 14 de setembre de 2019) va ser una actriu anglesa.
Va aparèixer en diversos films com Billy Elliot, Notie Day Out i en telefilms de la BBC com When the Boat Comes In, de James Mitchell, el 1976, en què interpretava el paper de Bella, la matriarca, i que la va llançar a la fama. I també Boys from the Blackstuff, Family Affairs, Brigada volant o encara Casualty.

## Biografia
Va néixer a Blyth, Northumberland, filla d'Elsie i Jack Murray, electricista de mines de carbó. La família es va traslladar a Nova Zelanda quan ella tenia sis anys, però la seva mare va morir. Uns quants anys després, el seu pare es tornà a casar i tornaren a Gran Bretanya.
En acabar els estudis de batxillerat, treballà com a bibliotecària fins que es va casar el 1945. Un cop criats els seus tres fills, va decidir seguir la seva vocació com a actriu professional. Es va incorporar al teatre Castle i va començar a interpretar. Les primeres aparicions a la televisió van ser el 1968, en adaptacions de dues novel·les d'Emile Zola, Nana i Germinal.
El 2005, va protagonitzar, al costat de Richard Briers i Kevin Whately un drama anomenat Dad a la BBC One:, com a part de la campanya d'assistència a la gent gran Comic Relief's Elder Abuse Abuse. El 2010 Heywood va fer una aparició com a convidada en la sèrie d'ITV Married Single Other.

## Filmografia
- When the Boat Comes In (1976–77): Bella Seaton
- Our Day Out (1977): Mrs Kay
- Emmerdale (1978): Phyllis Acaster
- Boys from the Blackstuff (1980–82)
- No Place Like Home (1984): Lillian
- All Creatures Great and Small (1990): Mrs Alton
- Billy Elliot (2000): Àvia
- Brookside (2000): Kitty Hilton